# Économie des Îles Cook
Avec un produit intérieur brut par habitant de 13 588 dollars américains et un taux de croissance de 3,3 % en 2007, les Îles Cook sont aujourd’hui[Quand ?] l’un des pays les plus prospères et dynamiques du Pacifique insulaire. Son indice de développement humain (IDH) de 0,789 (2002) le place environ à la 55e place mondiale, au niveau de Panama ou Belize. Néanmoins, il revient de loin. Les îles Cook ont en effet subit au milieu des années 1990 une grave récession, son produit intérieur brut ayant connu une baisse de 11,7 % en 1995, de 3,7 % en 1996 et de 5 % 1997 pour redevenir positif en 1998. À l’origine de cette récession, une crise financière liée à un endettement colossal[évasif] conséquence entre autres de l’affaire de l’hôtel Sheraton. Le pays dut se déclarer en faillite et le nombre de fonctionnaires être divisé par deux tandis que de nombreux actifs publics à l’étranger étaient revendus. Cette crise fut aggravée par le passage du cyclone Martin en 1997 et une épidémie de dengue, entraînant une baisse de la fréquentation touristique et une vague d’émigration massive des insulaires vers la Nouvelle-Zélande et l’Australie. Les îles Cook mirent plusieurs années à se relever de cette crise et ce n’est qu’en février 2006 que la dette put finalement être totalement résorbée, après de douloureuses restructurations.

## Tourisme
Avec plus de 97000 visiteurs en 2007, le tourisme dont les revenus représentent près de 40 % du PIB demeure le secteur clé de l’économie des îles Cook. Ce secteur d’activité se concentre néanmoins essentiellement sur Rarotonga et Aitutaki et dans une moindre mesure sur Atiu, les autres îles restant bien souvent excentrées par rapport aux circuits touristiques réguliers. Cela n’est pas sans conséquence, sur le plan démographique, certaines îles se dépeuplant de façon dramatique.

## Perliculture
Les îles de Manihiki et de Penrhyn peuvent néanmoins compter sur l’industrie perlière en constante progression et dont les exportations ont rapporté près de 2,7 millions de dollars US en 2007. Néanmoins, peu génératrice d’emploi et pratiquée dans un cadre essentiellement familial, la perliculture ne parvient pas à freiner totalement la désertification de ces îles. Manihiki rassemble à elle seule 78 % des fermes perlières, Penrhyn 20 % et Rakahanga, 2 %.

## Pêche et agriculture
La pêche des îles Cook se compose de deux flottes. L’une au Nord, constituée de 20 navires, revend ses prises (essentiellement du thon) à Pago Pago aux Samoa américaines, l’autre au Sud, qui comprend 7 navires, a pour port d’attache Rarotonga. Contrairement à ceux de l’industrie perlière, les revenus de la pêche n’ont quant à eux cessé de décliner ces dernières années, les exportations n’ayant rapporté en 2006-2007 que 2 millions de dollars US, soit deux fois moins qu’en 2004-2005. Cette baisse serait due à l’augmentation de la demande intérieure et le cours élevé du dollar néo-zélandais par rapport au dollar US.
Malgré un ralentissement lié aux cyclones que subit l’archipel au début de l’année 2005, la production agricole reste stable, tournée pour une bonne part vers l’auto-subsistance ou le marché intérieur (taro, patate douce). Certaines productions commerciales ont néanmoins su tirer leur épingle du jeu à l’exportation. C’est le cas de la papaye, du maire qui sert à la confection de colliers de fleurs exportés vers Hawaii, la fabrication de jus de "noni" ou "nono" réputé pour ses vertus revigorantes et curatives.

## Secteur bancaire et financier
Les îles Cook furent longtemps considérées comme un paradis fiscal. Ce secteur aurait représenté près de 8 % du PIB. À la suite sans doute de quelques abus et d'un manque de transparence, les îles Cook furent ajoutées en juin 2000 à la liste noire du Groupe d'action financière. Après avoir renforcé leur législation et mis en conformité leur secteur bancaire avec les critères internationaux, le pays fut retiré de la liste en 2005. En 2024, le pays ne figure plus non plus, sur la "Liste des pays qui ne coopèrent pas avec l'UE ou n'ont pas pleinement mis en œuvre leurs engagements" publiée par l'Union Européenne.
Finalement en mars 2009, une nouvelle législation  votée à une large majorité (17 voix pour et 4 contre) abolit définitivement les licences accordées aux banques off-shore en activité dans l'archipel, le vice Premier Ministre Terepai Maoate estimant que celles-ci "ruinaient la réputation du pays"
En juillet 2009, lors d'une visite du Premier Ministre néo-zélandais John Key dans l'archipel, les deux pays signèrent un accord de transparence et d'échange d'informations sur les contribuables néo-zélandais pratiquant l'évasion fiscale aux îles Cook

## Exploitation Minière
La Zone Economique Exclusive des Îles Cook est riche en nodules polymétalliques. Ces formations géologiques contiennent des minerais jouant un rôle crucial dans les chaînes de production d'une économie amorçant une transition verte.
La découverte de ces nodules n’est pas récente: un rapport publié par la Seabed Minerals Authority (SBMA) signalait déjà en 1995, le potentiel économique que représenterait la récupération de ces nodules. Les estimations de l’époque donnaient des concentrations en manganèse avoisinant les 56 kg/m2 et signalaient la forte présence de cobalt. Plus récemment, un autre document de la SBMA publiée en février 2022, précise que les nodules présents dans la ZEE des îles Cook seraient caractérisés par les concentrations moyennes suivantes (données par nodule): Nickel : 0,36 %, Cobalt : 0,41 %, Cuivre : 0,19%, Manganèse: 16 %, Fer : 16 %, Silicium : 7 %. Cette forte présence de cobalt permettrait à l'économie des Îles Cook de s'insérer sur la chaîne de production des batteries alimentant les véhicules électriques. Plus globalement, l'exploitation de cette ressource minière permettrait une diversification de l'économie des Îles Cook, très excessivement dépendante du secteur des services : au premier trimestre 2024, 82,6% du PIB des Îles Cook proviennent du secteur des services, contre 4,4% pour l'industrie et 2,3% pour le secteur primaire (exprimé en prix courants).
En 2024, trois sociétés minières seraient impliquées dans les projets d’extraction : Moana Minerals, Cobalt Seabed Resources et CIC Ocean Research. La première a reçu l’autorisation de sonder le plancher océanique depuis son navire océanographique, l'Anuanua Moana. Selon le média TNTV news, 15 à 20 missions d’exploration de ce type sont prévues d’ici à 2025 afin de collecter les données scientifiques requises avant l'exploitation.
La méthode de récupération des minerais fait toutefois l'objet de critiques du fait de ses sérieux impacts environnementaux. En effet, les sites ciblés par l'extraction de nodules polymétalliques depuis les fonds marins sont considérés comme des réservoirs de biodiversité. Une étude menée sur la zone de Clarion-Clipperton également concernée par l'exploitation de nodules polymétalliques, a permis la découverte de plus de 5000 espèces animales jusqu'alors inconnues par l'Homme. Les auteurs appellent à mieux identifier les espèces présentes sur ce site de manière à quantifier leur risque d'extinction et les menaces que l'extraction des nodules fait peser sur cette biodiversité. Par ailleurs, en 2023, le Guardian relayait les conclusions d'une étude sur l'impact néfaste du forage en grands fonds sur la biodiversité aquatique japonaise.

## Aide internationale au développement
Cette aide, dont le montant s'est élevé en 2007 à 21,27 millions de dollars néo-zélandais (20 % des recettes publiques), est variée et provient de 5 sources principales :
- Le principal bailleur de fonds est la Nouvelle-Zélande au travers de la  New Zealand Agency for International Development (NZAID)[20]. L'aide varie selon les années entre 7 et 10 millions de dollars néo-zélandais soit environ entre 3 et 5 millions d'euros.
- En tant que signataire de l’accord de Cotonou et membre des pays ACP, les îles Cook reçoivent également une aide substantielle de l’Union Européenne. Celle-ci devrait s'élever à 3 millions d'euros pour la période 2008-2013[21].
- La Banque asiatique de développement[22] participe au financement de projets d'infrastructures[23]
- Une autre source d'aide financière plus récente est la Chine (cf. Politique étrangère des îles Cook).
- Enfin bien que difficilement chiffrable, les îles Cook bénéficient des transferts financiers provenant des expatriés outre-mer dont certains renvoient une partie de leur salaire à la famille restée au pays. En cas de coups durs (cyclone...), des collectes sont également régulièrement organisées auprès de ces expatriés.

## Les îles Cook et la crise financière internationale: «une oasis épargné par la récession»?
En mai 2009, lors d'une conférence de presse, le gouvernement des îles Cook par la voix du ministre du tourisme Wilkie Rasmussen annonçait à grand renfort de publicité et devant un parterre de journalistes étrangers que les îles Cook auraient été le seul pays au monde à être épargné par la crise. Dans le même temps un très beau site internet intitulé « recessionfree oasis » était inauguré. Le but de cette opération marketing était de promouvoir le tourisme ou peut-être s'agissait-il de la méthode Coué. Toujours est-il que certains insulaires, à en croire le courrier des lecteurs du Cook Islands News, témoignèrent de leur scepticisme quant à la réalité de cette annonce optimiste. Toutefois, il est vrai que pour l’année 2009 et peut-être 2010, l’impact de la crise sur le tourisme, premier secteur économique de l'archipel, devrait être un tant soit peu limité, en raison principalement de trois événements importants : le championnat du monde junior de netball d’août 2009, les Mini-jeux du Pacifique sud de septembre et l’éclipse solaire de juillet 2010, totale sur l’île de Mangaia
En août 2009, l'agence Standard & Poor's rétrograda les îles Cook dans sa notation financière. Cette rétrogradation fait suite au vote au Parlement du nouveau budget incluant une dépense supplémentaire de 10 millions de dollars au titre du remboursement d'une partie de la dette contractée auprès de la Chine et la Banque asiatique de développement

## Suspension du soutien financier par la Nouvelle-Zélande
En juin 2025, Le gouvernement néo-zélandais suspend son soutien financier aux Îles Cook en raison d'un accord de partenariat signé avec la Chine en début 2025. Le gouvernement néo-zélandais affirme qu'il ne reviendra pas sur sa position tant que les Îles Cook n'auront pas pris de « mesures concrètes » pour rétablir leurs relations.

## Graphiques

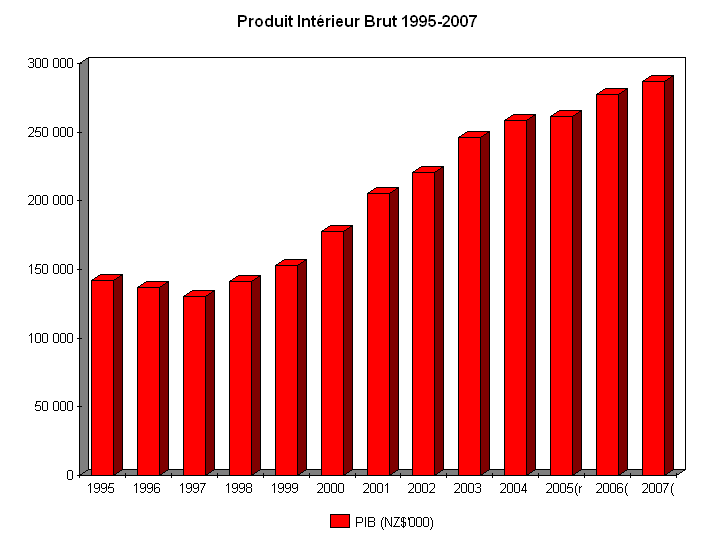
Évolution du PIB de 1995 à 2007
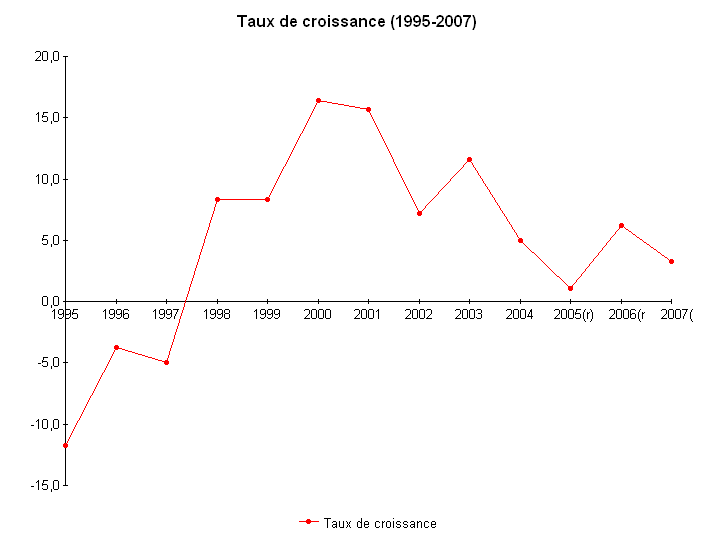
Taux de croissance de 1995 à 2007
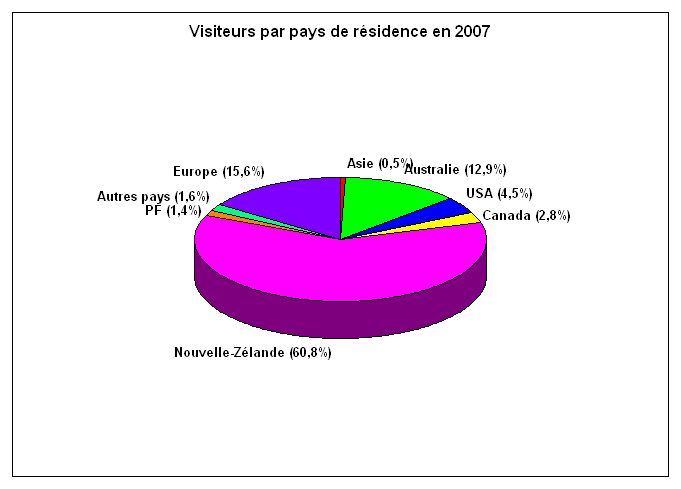
Visiteurs par pays de résidence habituelle en 2007
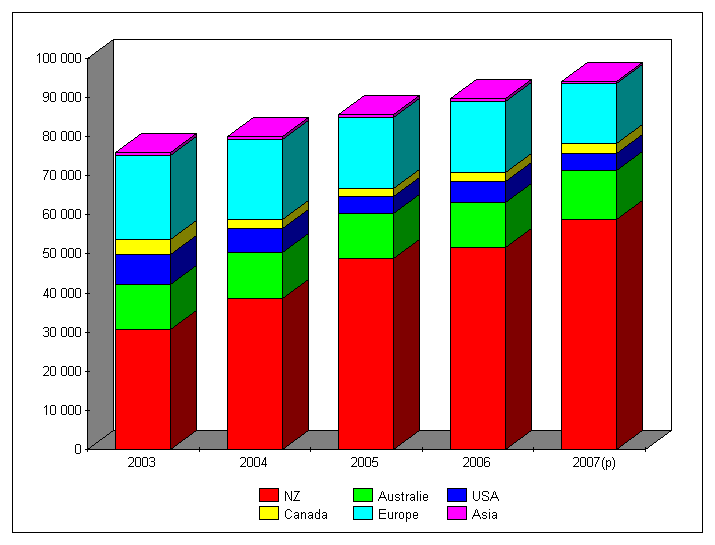
Évolution du nombre de visiteurs de 2003 à 2007